# Arie Aalberts
Arie Aalberts (* 27. Juni 1952 in Loosdrecht) ist ein niederländischer Politiker des Christen-Democratisch Appèl.

## Werdegang
Aalberts wurde 2004 Bürgermeister der Gemeinde Dantumadiel. 2007 war er zusätzlich kommissarischer Bürgermeister von Gaasterlân-Sleat. Er war Mitglied der Exekutive von Wetterskip Fryslân. Weiter war er Vorsitzender des Raad van Commissarissen.
Bei der Fusion der Gemeinden Gaasterlân-Sleat, Lemsterland und Skarsterlân am 1. Januar 2014 wurde er kommissarischer Bürgermeister der neu entstandenen Gemeinde De Fryske Marren.
| Vorgänger               | Amt                                          | Nachfolger                     |
| ----------------------- | -------------------------------------------- | ------------------------------ |
| Jan Eggens              | Bürgermeister von Dantumadiel 2004–2014      | Sicko Heldoorn (kommissarisch) |
| Thea de Roos-van Rooden | Bürgermeister von Gaasterlân-Sleat 2007      | Willem Hoornstra               |
| —                       | Bürgermeister von De Fryske Marren 2014–2015 | Fred Veenstra                  |

| Personendaten    | Personendaten                                              |
| ---------------- | ---------------------------------------------------------- |
| NAME             | Aalberts, Arie                                             |
| KURZBESCHREIBUNG | niederländischer Politiker des Christen-Democratisch Appèl |
| GEBURTSDATUM     | 27. Juni 1952                                              |
| GEBURTSORT       | Loosdrecht                                                 |